# Salomongökduva
Salomongökduva (Reinwardtoena crassirostris) är en fågel i familjen duvor inom ordningen duvfåglar.

## Utbredning och systematik
Fågeln är endemisk för Salomonöarna där den förekommer från Bougainville till Makira. Den behandlas som monotypisk, det vill säga att den inte delas in i några underarter.

## Status och hot
Arten har ett stort utbredningsområde, men tros minska i antal, dock inte tillräckligt kraftigt för att den ska betraktas som hotad. Internationella naturvårdsunionen IUCN listar arten som livskraftig (LC).